# Grupo Kaphia
Kaphia es un grupo peruano de música andina contemporánea creado en el año 2002, muchas de sus canciones son interpretados para la Festividad Virgen de la Candelaria en Puno.

## Historia
La historia del grupo comienza en el año 2002 cuando el músico puneño Miguel Mengoa funda Kaphia en el Distrito de Yunguyo junto a sus hermanos, después de haber integrado durante varios años diversas agrupaciones bolivianas reconocidas como los Tupay el 2010, Kjarkas entre 1998-2001, Proyección entre 1987-1997 y Amaru entre 1984-1986. Su música, inspirada básicamente en las culturas nativas del altiplano puneño. 
En la actualidad el grupo sufrió la desintegración de los hermanos Mengoa, a raíz de que decidieron independizarse y hacer música en un nuevo proyecto musical, la nueva agrupación surge con el nombre de Proyecto K en Puno. Sin embargo Kaphia sigue vigente debido a que el líder y fundador Miguel Mengoa decide continuar junto a nuevos músicos en la La Paz Bolivia, lanzando una nueva producción titulada Caminos.
En el recuento, Kaphia tiene más de 5 producciones, y seguirá haciendo música para el público amante de la Festividad Virgen de la Candelaria en Puno y para sus seguidores de Bolivia y el mundo entero.

## Discografía
- 2002 - Miguelito[11][12][13]
- 2005 - Costumbres y Tradiciones de mi Tierra[14]
- 2008 - Costumbres y Tradiciones de mi Tierra 2[15]
- 2009 - Lo Mejor y Punto (Recopilatorio)
- 2011 - Costumbres y Tradiciones de mi Tierra 3[16]
- 2012 - Costumbres y Tradiciones de mi Tierra 4[17]
- 2013 - Caminos[18]
- 2014 - Nuestro Amor